# Yorčki obred
Yorčki obred (engl. York Rite), često se naziva i Američki obred (American Rite), jedan je od najvažnijih i najpoznatijih obreda u slobodnom zidarstvu i ujedno jedan od najraširenijih obred u svijetu. Ime je dobio prema gradu Yorku u grofoviji Yorkshire u Engleskoj, gdje se, prema jednoj masonskoj legendi, ovaj obred navodno prvi put prakticirao. Sastoji se od ukupno 13 stupnjeva.
Obred u kontekstu slobodnog zidarstva označava niz uzastopnih stupnjeva koje dodjeljuju različita tijela ili organizacije, svaka pod upravom vlastitog središnjeg autoriteta. Yorčki obred je specifično zbir različitih tijela i pripadajućih stupnjeva, koji bi inače djelovali neovisno, ali su ovdje objedinjeni pod zajedničkim nazivom. Iako srodna tijela i stupnjevi postoje diljem svijeta, sam se pojam "Yorčki obred" najčešće koristi među američkim slobodnim zidarima.
Tri osnovna tijela koja čine Yorčki obred su kapitel kraljevskog luka, koncil kripte i zapovjedništvo vitezova templara. Svako od tih tijela djeluje autonomno, no zajednički čine temeljnu strukturu Yorčkog obreda. Osim njih, postoje i dodatne organizacije koje su povezane s Yorčkim obredom ili zahtijevaju članstvo u njemu za pristup, kao što je primjerice Suvereni kolegij Yorčkog obreda (York Rite Sovereign College), no u užem smislu obred obuhvaća prethodno navedena tri tijela. Naziv obreda potječe iz tradicije koja tvrdi da su se prvi sastanci slobodnih zidara u Engleskoj održavali upravo u gradu Yorku oko 923. godine.
Yorkški obred također je jedno od pridruženih tijela slobodnog zidarstva kojemu se majstor može priključiti radi daljnjeg usavršavanja. Međutim, Yorčki obred ne postoji kao jedinstveni sustav u cijelom svijetu – izvan Sjedinjenih Američkih Država često postoje značajne razlike u ritualu i organizaciji. Unatoč tomu, u većini slučajeva, ukoliko nadležno upravnog tijelo priznaje matičnu veliku ložu kao regularnu, pojedini redovi unutar Yorčkog sustava održavaju prijateljske odnose s odgovarajućim upravnim tijelima pri drugim velikim ložama.

## Opći ustroj
Yorčki obred sastoji se od ukupno 13 stupnjeva. Prva tri stupnja – učenik, pomoćnik i majstor – dodjeljuju se unutar tzv. plavih loža ili simboličkih loža. Ti se stupnjevi nazivaju "plavi stupnjevi".
Preostalih deset stupnjeva (od 4. do 13.), poznatih i kao viši ili dodatni stupnjevi, predstavljaju proširenje i nadopunu prva tri. Oni se razvrstavaju u tri skupine stupnjeva – kapitelski, kriptični i viteški – kojima upravljaju tri autonomna tijela, kapitel kraljevskog luka, koncil kripte i zapovjedništvo vitezova templara.
Pored toga, postoje i dodatni stupnjevi u sustavu Yorčkog obreda koji nadopunjuju rad lože, kaptela, koncila i zapovjedništva.
Važno je naglasiti da u slobodnom zidarstvu ne postoji viši stupanj od trećeg – stupnja majstora. Stoga se svi stupnjevi iznad trećeg trebaju smatrati dodatnim stupnjevima (čak i kada se nazivaju visokima); oni predstavljaju dodatnu edukaciju ili usavršavanje, a ne "viši čin" koji bi jednom majstoru dao viši status nad drugima.

### Upravljanje stupnjevima
Trinaest stupnjeva Yorčkog obreda dodjeljuju različita upravna tijela. Prva među njima su plave lože koje dodjeljuju tri osnovna stupnja. Te lože djeluju pod okriljem nacionalnih velikih loža (ili u SAD-u – saveznih država), a ne pod yorčkim tijelima.
Preostalih deset stupnjeva (od 4. do 13.) dodjeljuju tri autonomna tijela, i to su kapitel kraljevskog luka (engl. Royal Arch Chapter), koncil kripte, odnosno koncil kraljevskih i odabranih majstora (Council of Cryptic Masons ili Council of Royal & Select Masters) i zapovjedništvo vitezova templara (Commandery of Knights Templar).
Stupnjevi koji se izvode u kapitelu kraljevskog luka poznati su kao "kapitelski stupnjevi", u koncilu kripte se izvode tzv. "kriptični stupnjevi", dok se u zapovjedništvu rade su tzv. "viteški stupnjevi/redovi".
Važno je istaknuti da se ovi stupnjevi, osim unutar Yorkškog obreda, dodjeljuju i putem neovisnih, ali ekvivalentnih tijela koja djeluju u Velikoj Britaniji i njihovim prekomorskim teritorijama. Iako postoje manje razlike u nazivima i redoslijedu dodjele, oba sustava su u velikoj mjeri slična po svojoj ritualnoj praksi i sadržaju.
| Stupanj                   | Yorčki obred   | Neovisna tijela/redovi | Neovisna tijela/redovi | Neovisna tijela/redovi |
| Stupanj                   | Yorčki obred   | Engleska               | Škotska                | Irska                  |
| ------------------------- | -------------- | ---------------------- | ---------------------- | ---------------------- |
| majstor znaka             | kapitel        | loža znaka             | kapitel                | loža znaka             |
| (virtualni) bivši majstor | kapitel        |                        |                        |                        |
| najuzvišeniji majstor     | kapitel        | koncil                 | kapitel                |                        |
| majstor kraljevskog luka  | kapitel        | kapitel                | kapitel                | kapitel                |
| kraljevski majstor        | koncil         | koncil                 | kapitel                |                        |
| odabrani majstor          | koncil         | koncil                 | kapitel                |                        |
| nadizvrstan majstor       | koncil         | koncil                 | kapitel                |                        |
| vitez crvenog križa       | zapovjedništvo |                        |                        |                        |
| vitez Malte               | zapovjedništvo | priorat                | priorat                | priorat                |
| vitez templar             | zapovjedništvo | preceptorat            | preceptorat            | preceptorat            |

### Napredovanje kroz stupnjeve
Budući da je Yorčki obred zapravo skup zasebnih masonskih tijela povezanih u određeni redoslijed, svako od tih tijela djeluje s relativnom autonomijom. Iako se često nazivaju jedinstvenim obredom, u praksi je uobičajeno da članovi pripadaju samo nekim tijelima, a ne nužno svima.
Primjerice, u mnogim nadležnostima moguće je preskočiti kriptične stupnjeve, čime pojedinac može postati član samo kapitela kraljevskog luka i zapovjedništva vitezova templara. Također, nekršćanski slobodni zidari često se odlučuju pridružiti samo kapitelu kraljevskog luka i koncilu kripte, budući da Red vitezova templara zahtijeva spremnost na obranu kršćanske vjere, ako okolnosti to traže.
Članstvo u kapitelu kraljevskog luka uvijek je obvezno i mora se održavati kako bi se zadržalo članstvo u bilo kojem od preostalih dvaju tijela unutar Yorčkog obreda.

## Struktura stupnjeva

### Simbolički stupnjevi
Yorčki obred predstavlja potpuni slobodnozidarski sustav s vlastitim, posebnim inačicama rituala za plave lože, koji obuhvaćaju stupnjeve učenika, pomoćnika i majstora. Ne postoji jedinstveni ritual za simboličke stupnjeve Yorčkog obreda, već se izdvajaju nekoliko njih:
- Webbov obred, često i Preston-Webbov obred;
- Duncanov obred.

U Europi većina loža ne izvodi prva tri stupnja po ritualima Yorčkog obreda, nego ih članovi prolaze u vlastitim sustavima prije eventualnog pristupanja višim stupnjevima Yorčkog reda. Ipak, postoji određeni broj loža u nekim europskim zemljama koje prakticiraju simboličke stupnjeve Yorčkog obreda, a njihov broj raste posljednjih godina. Plave lože koje prakticiraju ovaj obred možemo pronaći u Nacionalnoj velikoj loži Francuske, Velikom orijentu Italije, Velikoj loži Finske te Velikoj loži Estonije.
U Sjedinjenim Američkim Državama sve regularne velike lože prakticiraju simboličke stupnjeve Yorčkog obreda po Webbovom ritualu, iz nekoliko iznimaka gdje se dopuštaju i drugi obredi simboličkih stupnjeva, poput Emulacijskog ili Drevnog i prihvaćenog škotskog.

### Viši stupnjevi
Kapitel kraljevskog luka prvo je tijelo u kojem se majstor priključuje Yorčkom obredu.
- 4° – majstor znaka
- 5° – (virtualni) bivši majstor[d]
- 6° – najuzvišeniji majstor
- 7° – kraljevski luk

Koncil kripte, odnosno koncil kraljevskih i odabranih majstora, drugo je tijelo Yorčkog obreda. Članstvo u koncilu nije obavezno za pristupanje Redu vitezova templara u nekim nadležnostima, pa se taj dio može preskočiti. Međutim, u drugim nadležnostima ono je obvezan uvjet za daljnje napredovanje.
- 8° – kraljevski majstor
- 9° – odabrani majstor[e]
- 10° – nadizvrsni majstor[f]

Zapovjedništvo vitezova templara predstavlja završni red unutar Yorkškog obreda. Za razliku od drugih tijela koja zahtijevaju samo vjeru u Vrhovno Biće, neovisno o vjerskoj pripadnosti, članstvo u Redu vitezova templara rezervirano je isključivo za kršćanske slobodne zidare koji su prethodno stekli stupanj kraljevskog luka, a u nekim nadležnostima i kriptičke stupnjeve. Redovi Yorčkog obreda koje dodjeljuje zapovjedništvo su:
- 11° – Slavni red crvenog križa
- Stupanj svetog Pavla, ili Mediteranski prolaz
- 12° – Red vitezova Malte, ili Malteški red
- 13° – Red Hrama

### Počasna tijela
Uz kapitelske stupnjeve, kriptičke stupnjeve i viteške redove, unutar Yorčkog obreda djeluje i nekoliko počasnih (ili pozivnih) tijela, koja su s njim usko povezana. Za pristup tim tijelima preduvjet je članstvo u kapitelu kraljevskog luka, a članstvo se dodjeljuje isključivo po pozivu. Poziv se obično upućuje slobodnim zidarima koja su značajno pridonijela razvoju i radu Yorčkog obreda, bilo kroz službu, vodstvo ili promicanje slobodnozidarskih vrijednosti. Ta počasna tijela uključuju:
- Savezne stupnjeve[23]
- Red vitezova masona[24]
- Red sv. Tome iz Akre[25]
- Suvereni kolegij Yorčkog obreda[26]
- Vitezove jorčkog kiža časti[27]
- Svećenike vitezove templare Svetog kraljevskog luka[28]
- Crveni križ cara Konstatina[29]

## Odgovrajući neovisni redovi
Izvan strukture Yorčkog obreda, u raznim nadležnostima djeluju neovisna tijela koja, iako organizacijski odvojena, dodjeljuju iste stupnjeve i nose identične nazive kao i tijela unutar Yorkškog sustava. Ta tijela često zadržavaju istu ritualnu praksu i simboliku, ali djeluju autonomno, pod vlastitim poveljama i upravama. Primjeri uključuju lože znaka, kapitele kraljevskog luka, koncile kraljevskih i odabranih majstora te preceptorate vitezova templara, koji u nekim zemljama ne pripadaju formalno Yorkškom obredu, ali po sadržaju, strukturi i nadležnosti odgovaraju njegovim trima glavnim tijelima.

### U Engleskoj i Walesu
U Engleskoj i Walesu djeluje pet neovisnih tijela i redova koja dodjeljuju "yorčke stupnjeve":
- Majstor znaka kao stupanj se dodjeljuje isključivo u ložama majstora znaka, koje su neovisne o Ujedinjenoj velikoj loži Engleske i kojima upravlja Velika loža majstora znaka smještena u Mark Masons' Hallu u Londonu.[7] Unutar ovog reda, članovi također mogu pristupiti mornarima kraljevske arke koji nije prisutan u Yorčkom obredu.[30]
- Kapitel kraljevskog luka mora imati pokroviteljsku simboličku ložu, nosi isti broj, a u gotovo svim slučajevima i isto ime kao matična loža. Ipak, Red kraljevskog luka predstavlja posebno tijelo, odvojen od simboličkog slobodnog zidarstva. Vrhovni veliki kapitel kraljevskog luka upravlja iz sjedišta Ujedinjene velike lože Engleske, no njegova administracija ostaje organizacijski neovisna, iako mnogi časnici u Velikoj loži istodobno obnašaju ekvivalentne dužnosti u Velikom kapitelu.[6] Red kraljevskog luka sastoji od jednog stupnja – Kraljevskog luka, iako postoje tri zasebna rituala povezana s postavljanjem svakog od trojice principala. Tijekom ujedinjenja dviju suparničkih velikih loža 1813. godine, postignut je kompromis – jedna je velika loža smatrala Kraljevski luk četvrtim stupnjem, dok ga je druga gotovo potpuno ignorirala. Englesko slobodno zidarstvo tada je priznalo Kraljevski luk kao dio "čistog, drevnog zidarstva", ali ne kao dodatni stupanj, već kao "dovršenje trećeg stupnja". Taj je stav bio kompromisan i odudarao od uobičajene prakse u slobodnom zidarstvu. Zbog toga je 10. studenoga 2004. godine, nakon opsežnog razmatranja posebnog radnog tijela, Veliki kapitel na redovnom sastanku u Londonu ukinuo taj kompromis i proglasio Kraljevski luk zasebnim stupnjem, iako prirodnim nastavkom trećeg stupnja. U skladu s tom odlukom, sve formulacije u ritualu koje su podržavale prijašnji kompromis uklonjene su obveznom regulativom.[31][32][33]
- Koncil kraljevskih i odabranih majstora dodjeljuje četiri stupnja, i to: odabrani majstor, kraljevski majstor, najuzvišeniji majstor i nadizvrstan majstor. Stupanj najuzvišenijeg majstora se inače u Yorčkom obredu dodjeljuje u kapitelu kraljevskog luka. Redom upravlja Veliki koncil sa sjedištem u Mark Masons' Hallu.[8]
- Vitezovi templari članove primaju isključivo po pozivu. Kandidati moraju biti majstori i dosegnuti stupanj kraljevskog luka te potpisati izjavu da ispovijedaju vjeru u Presveto Trojstvo. Vitezovi templari se sastaju u preceptoratima, a redom upravlja Veliki priorat Hrama sjmešten u Mark Masons' Hall-u.[9]
- Vitezovi Malte u svoj red primaju samo vitezove templare, a posjedovanje stupnja Malte predstavlja uvjet za izbor u dužnost predstojnika templarskog priorata. Postoje zasebni Veliki priorat Hrama i Veliki priorat Malte, no u praksi veliki majstor i časnici obnašaju istodobno dužnosti u oba tijela, ravnopravno i bez razlika.[10]

### U Škotskoj
U Škotskoj veliki broj "yorčkih stupnjeva" dodjeljuju se u kapitelima kojima upravlja Vrhovni veliki kapitel Kraljevskog luka Škotske, a stupnjevi su:
- Majstor znaka se dodjeljuje u simboličkoj loži i smatra se dovršenjem stupnja pomoćnika, no kandidat za uzdignuće mora prethodno imati stupanj majstora. U iznimnim slučajevima, stupanj majstora znaka može se dodijeliti i unutar kapitela kraljevskog luka, kao uvjet za primanje u stupanj kraljevski luk. Ako je kandidat već primio stupanj majstora znaka u svojoj matičnoj loži, prije pristupanja kapitelu prolazi kroz kratku ceremoniju priključenja (afiliacije) loži znaka koja je povezana ("usidrena") s tim kapitelom.
- Kraljevski luk kao stupanj se dodjelje nakon stupanja uzvišenog majstora. Treći je i posljednji stupanj u Nizu kraljevskog luka (Royal Arch Series). Zbog razlika u ritualu, slobodni zidari primljeni u Engleskoj ne mogu prisustvovati radu škotskih kapitela kraljevskog luka bez prethodnog sudjelovanja u škotskoj ceremoniji primanja. Prije nego što kandidat može primiti stupanj kraljevskog luka, mora prethodno steći stupanj majstora znaka. S druge strane, oni koji su primljeni u Škotskoj mogu prisustvovati radu kapitela u Engleskoj, kao i bilo kojem drugom kapitelu, pod uvjetom da postoji međusobno priznanje i prijateljstvo između nadležnosti.
- Kripta, odnosno Niz reda kripte (Cryptic Rite Series), treći je i posljednji niz u ovom sustavu i povezuje svoja tri stupnja.

### Na Irskom otoku
Na Irskom otoku, uključujući Rep. Irsku i Sjevernu Irsku, pod jednom irskom konstitucijom dodjeljuju se tek neki "yorčki stupnjevi":
- Majstor znaka kao stupanj dodjeljuje se isključivo u ložama majstora znaka kojima u Irskoj upravlja Vrhovni veliki kaptel kraljevskog luka sa sjedištem u Dublinu.[34]
- Kraljevski luk kao stupanj jedinstven je po svojoj strukturi i sadržaju. Iako je regularan i priznat, znatno se razlikuje od istoimenog stupnja u engleskoj i škotskoj konstituciji. Za razliku od drugih sustava, irski stupanj kraljevskog luka temelji se na legendi o Prvom hramu, a ne o Drugom. Neizostavan dio irskog rituala je svečana i simbolički bogata ceremonija "Prolaska kroz zavjese" (Passing of the Veils), koja prethodi samoj dodjeli stupnja kraljevskog luka. Nakon završetka te ceremonije, odmah slijedi glavni obred, koji prikazuje obnovu Salomonova hrama pod kraljem Jošijom. Trojica vodećih dužnosnika kapitula Kraljevskog luka u Irskoj nose titule: izvrsni kralj (Excellent King), veliki svećenik (High Priest) i glavni pisar (Chief Scribe). Za razliku od naziva prvi, drugi i treći principal koji se koriste u Engleskoj i Škotskoj. Također, irski kapiteli kraljevskog luka imaju ovlast djelovati i kao lože majstora znaka, a cijeli sustav nalazi se pod upravom Vrhovnog velikog kapitela.
- Koncil kraljevskih i odabranih majstora ne postoji u Irskoj.
- Vitezovi templari članove primaju isključivo po pozivu. Kandidati moraju biti majstori najmanje pet godina kao i članovi kraljevskog luka najmanje dvije godine te potpisati izjavu da su kršćani te ispovijedaju vjeru u Presveto Trojstvo. Vitezovi templari se sastaju u preceptoratima, a njima upravlja Veliki priorat Irske sa sjedištem u Dublinu.[35]